# Ретань
Рета́нь — древнерусский город, упоминаемый в письменных источниках XV века, в том числе в рязанско-литовском договоре 1427 года, а также в Списке городов Свидригайло под названием Rethůn.
Исследователи соотносят Ретань с археологическим комплексом у посёлка Майский Щёкинского района Тульской области, состоящим из городища и нескольких селищ, находящихся близ реки Ретинки. На городище были произведены раскопки, результаты которых были опубликованы С. В. Зацаринным.